# Sundsvalls Spårvägs AB
Sundsvalls Spårvägs AB (förkortat SSAB) startade sin verksamhet 1910. Bolaget trafikerade Sundsvall med blå elektriska spårvagnar. Den första linjen, Sundsvall-Kubikenborg, invigdes den 21 december 1910 och utgick från Esplanaden i centrum till Kubikenborg. Sundsvalls Spårvägar invigdes den 18 januari 1911, och samma år tillkom en linje från Esplanaden till Ortviken. Det fanns från början planer på ytterligare utbyggnad med fler linjer men dessa förverkligades aldrig. De båda befintliga linjerna slogs samman 1914 till en genomgående linje Ortviken-Esplanaden-Kubikenborg. 
1925 startade Spårvägs AB Sundsvall-Skön (SSS) en förortslinje från Esplanaden till Skönvik. Denna linje gick delvis på SSAB:s spåranläggning. 1945 övertogs SSAB av SSS, varefter SSAB:s trafik nedlades 1949.

## Chefer
- 1910–1911 Gustaf Gagge
- 1911–1923 Lars Elf
- 1923–1927 Walter Schmidt
- 1927–1950 Alf Lindén
- 1950–1959 Gustav Larson